# Holy Cross (Iowa)
Holy Cross – miasto w Stanach Zjednoczonych, w stanie Iowa, w hrabstwie Dubuque. W 2000 roku liczyło 339 mieszkańców.